# Герике (лунный кратер)
Кратер Герике (лат. Guericke) — останки древнего крупного ударного кратера в северной части Моря Облаков на видимой стороне Луны. Название присвоено в честь немецкого физика, инженера и философа Отто фон Герике (1602—1686); утверждено Международным астрономическим союзом в 1935 г. Образование кратера относится к донектарскому периоду.

## Описание кратера

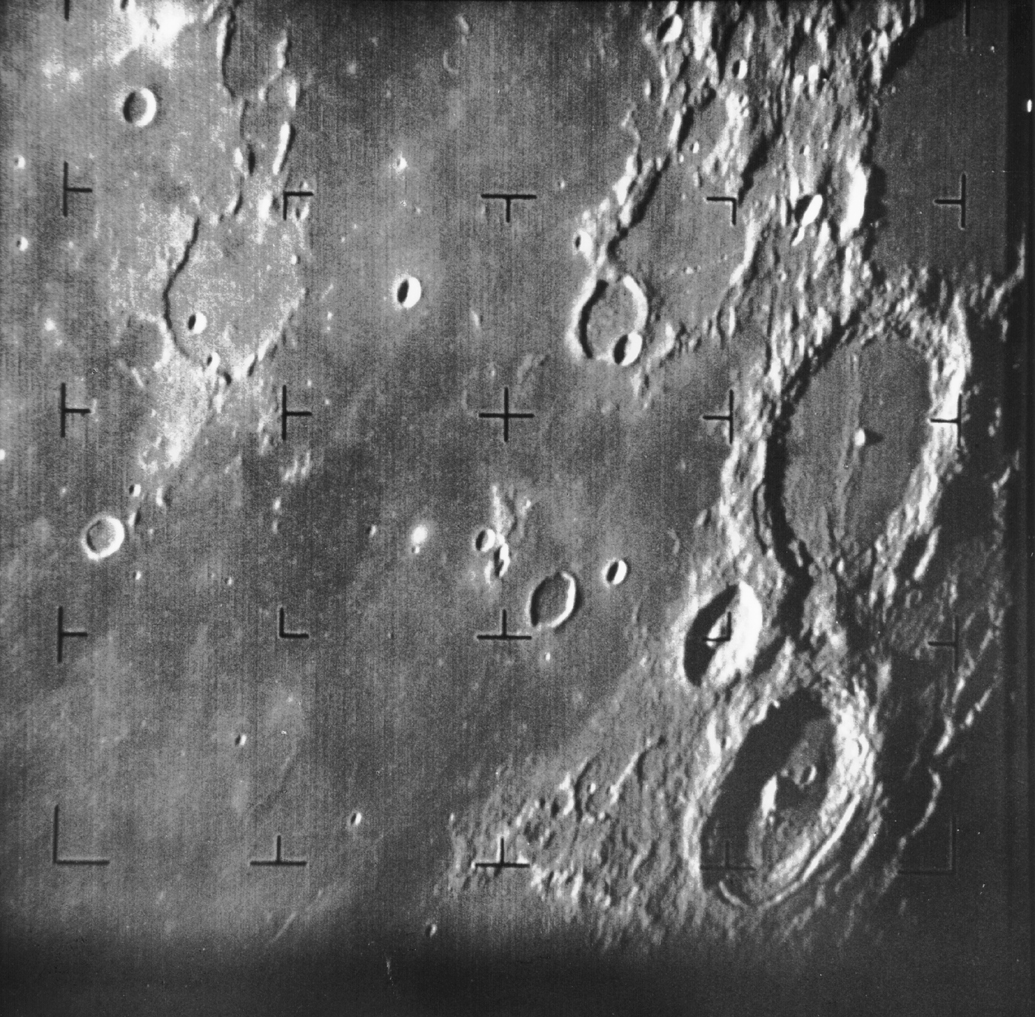
Снимок кратера с борта зонда "Рейнджер-7".

Ближайшими соседями кратера являются кратеры Толанский, Бонплан и Парри на севере-северо-западе; кратер Кундт на востоке; а также кратер Опельт на юго-западе. На западе от кратера располагается Море Познанное, на северо-западе борозды Парри и гряда Геттарда, на юго-западе борозды Опельта. Между кратерами Герике и Кундт расположена структура из трех соединённых в ряд кратеров. Селенографические координаты центра кратера 11°34′ ю. ш. 14°11′ з. д. / 11,57° ю. ш. 14,19° з. д., диаметр 60,8 км, глубина 0,74 км.
Кратер практически полностью разрушен и затоплен базальтовой лавой, вал имеет вид кольца из отдельно стоящих хребтов. В южной части вала имеется проход, от которого в направлении сателлитного кратера Герике B (см. ниже) тянется извилистая долина окруженная невысокими холмами. Средняя высота вала кратера над окружающей местностью 1230 м, объем кратера составляет приблизительно 3400 км³. Дно чаши кратера затоплено лавой, ровное, с отдельно стоящими холмами и отметинами многочисленных мелких кратеров. В юго-западной части чаши находится приметный сателлитный кратер Герике D. От северного внутреннего склона на юг отходит борозда.

## Сателлитные кратеры
| Герике | Координаты                                            | Диаметр, км |
| ------ | ----------------------------------------------------- | ----------- |
| A      | 11°09′ ю. ш. 17°17′ з. д. / 11,15° ю. ш. 17,29° з. д. | 4,6         |
| B      | 14°35′ ю. ш. 15°19′ з. д. / 14,59° ю. ш. 15,31° з. д. | 14,6        |
| D      | 11°59′ ю. ш. 14°37′ з. д. / 11,99° ю. ш. 14,62° з. д. | 6,7         |
| E      | 10°01′ ю. ш. 12°04′ з. д. / 10,02° ю. ш. 12,06° з. д. | 3,4         |
| F      | 12°16′ ю. ш. 15°20′ з. д. / 12,26° ю. ш. 15,33° з. д. | 21,0        |
| G      | 14°01′ ю. ш. 15°01′ з. д. / 14,01° ю. ш. 15,02° з. д. | 4,5         |
| H      | 12°27′ ю. ш. 14°17′ з. д. / 12,45° ю. ш. 14,29° з. д. | 5,1         |
| J      | 10°37′ ю. ш. 13°26′ з. д. / 10,62° ю. ш. 13,43° з. д. | 7,0         |
| K      | 15°09′ ю. ш. 13°19′ з. д. / 15,15° ю. ш. 13,31° з. д. | 2,9         |
| M      | 12°56′ ю. ш. 12°28′ з. д. / 12,93° ю. ш. 12,47° з. д. | 2,3         |
| N      | 12°33′ ю. ш. 9°56′ з. д. / 12,55° ю. ш. 9,93° з. д.   | 2,6         |
| P      | 15°04′ ю. ш. 14°42′ з. д. / 15,06° ю. ш. 14,7° з. д.  | 2,9         |
| S      | 10°22′ ю. ш. 13°24′ з. д. / 10,36° ю. ш. 13,4° з. д.  | 10,2        |

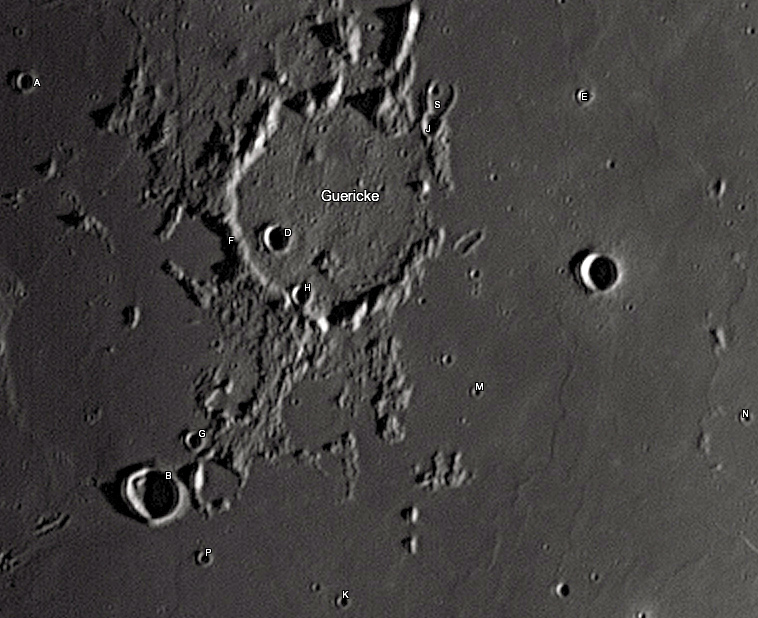
Снимок Девида Кемпбелла.

- Сателлитный кратер Герике C в 1976 г. переименован Международным астрономическим союзом в кратер Кундт.
- Сателлитные кратеры Герике B и E включены в список кратеров с темными радиальными полосами на внутреннем склоне Ассоциации лунной и планетарной астрономии (ALPO)[5].
- На внутреннем склоне сателлитного кратера Герике D видны многочисленные следы скатившихся валунов.